# Мир перемен
Мир перемен (укр. Світ змін)  — міжнародний науково-громадський журнал, заснований у 2003 році. Журнал зареєстровано Міністерством у справах телерадіомовлення і засобів масових комунікацій Російської Федерації (свідоцтво ПІ № 77-15089 від 14 квітня 2003). Періодичність: 4 рази на рік. Мови видання: російська, англійська. Журнал має кореспондентів в Євросоюзі і в Білорусі.

## Тематична спрямованість
Академічні і суспільні дискусії, емпіричні дослідження, присвячені маловивченим процесам трансформації у постсоціалістичному світі.

## Засновники
- Інститут економіки РАН
- Національна інвестиційна рада РФ
- Некомерційне партнерство (НП) «Редакція журналу „Мир перемен“»

## Редакційна колегія
Головний редактор: Руслан Семенович Грінберг
Міжнародна рада:
- А. А. Акаєв (Киргизстан)
- О. Т. Богомолов[ru] (Росія)
- В. М. Геєць (Україна)
- М. С. Горбачов (Росія)
- Д. К. Гелбрейт (США)
- М. Земан (Чехія)
- Й. Ілієску (Румунія)
- М. Д. Інтрілігейтор[en] (США)
- Гж. В. Колодко[en] (Польща)
- О. Є. Лебедєв (Росія)
- А. Міхнік (Польща)
- О. Д. Нєкіпєлов[ru] (Росія)
- П. Г. Нікітенко (Білорусь)
- К. Прунскєне (Литва)
- Р. Скідельски[en] (Велика Британія)
- О. Сулейменов (Казахстан)
- Д. Хорн (Угорщина)
- Я. Чарногурски (Словаччина)
- Л. Шарінгер (Австрія)
- М. П. Шмельов[ru] (Росія)
- Г. Ерлер (ФРН)